# 조익현
조익현(曺益鉉, 1943년 12월 3일~)은 대한민국의 정치인이다. 제15대 국회의원을 지냈다.

## 학력
- 성균관대학교 법학과 학사
- 국방대학교 행정학사 12기(1967년)
- 연세대학교 행정대학원 행정학 석사(1973년)

## 경력
- 해병 중위 예편
- 법제처법제조사국
- 민자당전남도사무처장ㆍ기획조정국장(15대총선)ㆍ여의도연구소기획실장
- 한나라당조직국장(15대대선)
- 국회정책연구실장
- 국회산업자원위원회위원
- 자유민주연합 고문
- 최재형 열린캠프 자문위원

## 역대 선거 결과
|  | 23.80% |

|  | 34.5% |